# Siechnice
Siechnice (deutsch Tschechnitz, 1936–1945 Kraftborn) ist eine Stadt im Powiat Wrocławski der Woiwodschaft Niederschlesien in Polen. Sie ist Sitz der gleichnamigen Stadt-und-Land-Gemeinde mit 24.142 Einwohnern (Stand 31. Dezember 2020).

## Geographische Lage
Die Stadt liegt in Niederschlesien, südöstlich der Stadt Breslau und in deren unmittelbarer Nachbarschaft.

## Geschichte
Die Ortschaft Tschechnitz, die 1936 in Kraftborn umbenannt (nach nationalsozialistischer Ideologie „germanisiert“) wurde, war bis zum Ende des Zweiten Weltkriegs ein Dorf, das zum Landkreis Breslau im Regierungsbezirk Breslau der preußischen Provinz Schlesien im Deutschen Reich gehörte.
1910 baute das Energieversorgungs-Unternehmen Elektrizitätswerk Schlesien AG ein Kraftwerk in Tschechnitz, außerdem gab es einen Produktionsstandort des Chemie-Unternehmens Elektrochemische Werke Breslau, einer 1916 gegründeten Tochtergesellschaft der Dr. Alexander Wacker Gesellschaft für elektrochemische Industrie (München). Von 1937 bis 1945 bestand die staatliche Versuchs- und Forschungsanstalt für Tierzucht.

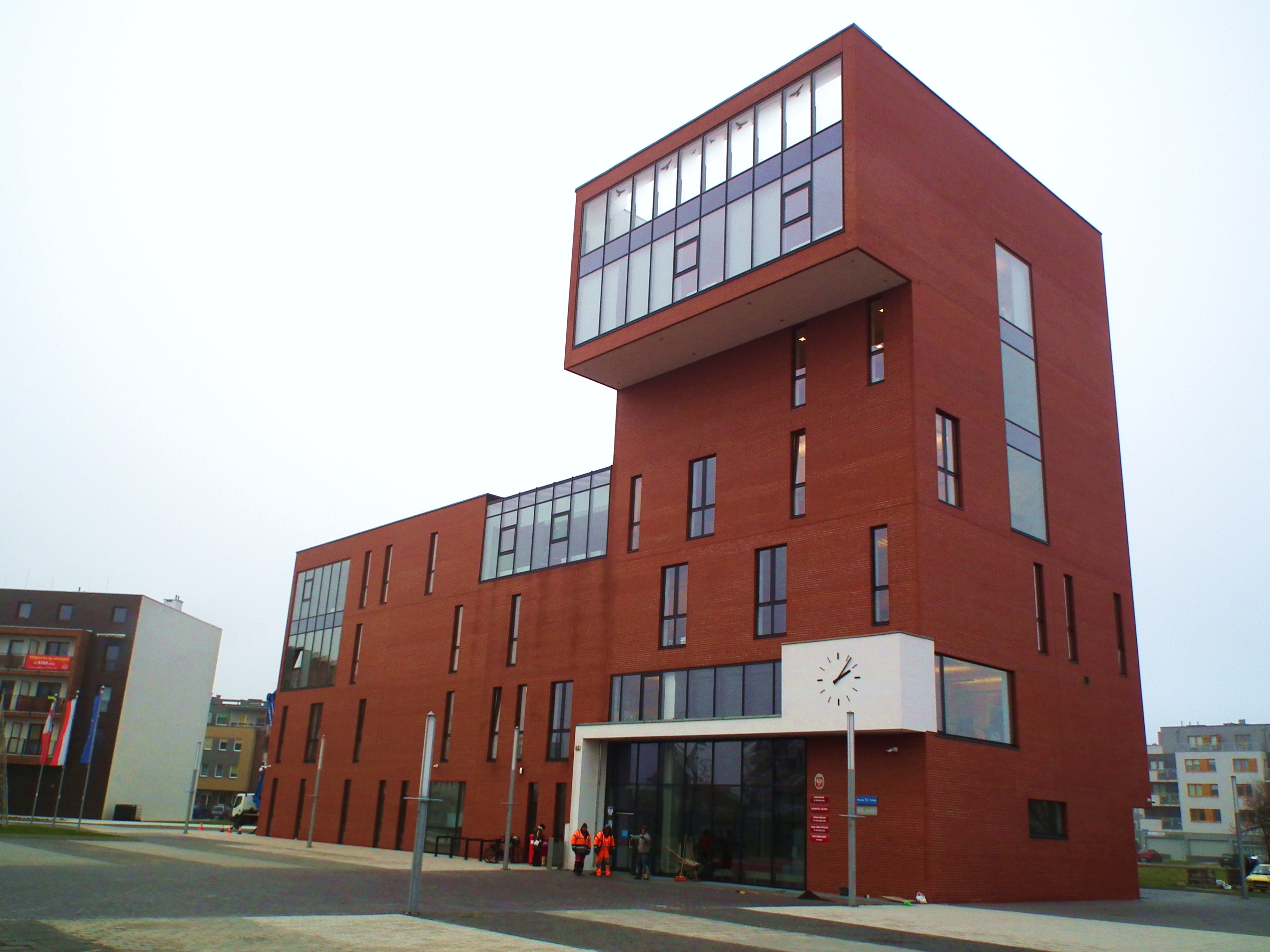
Rathaus der Stadt
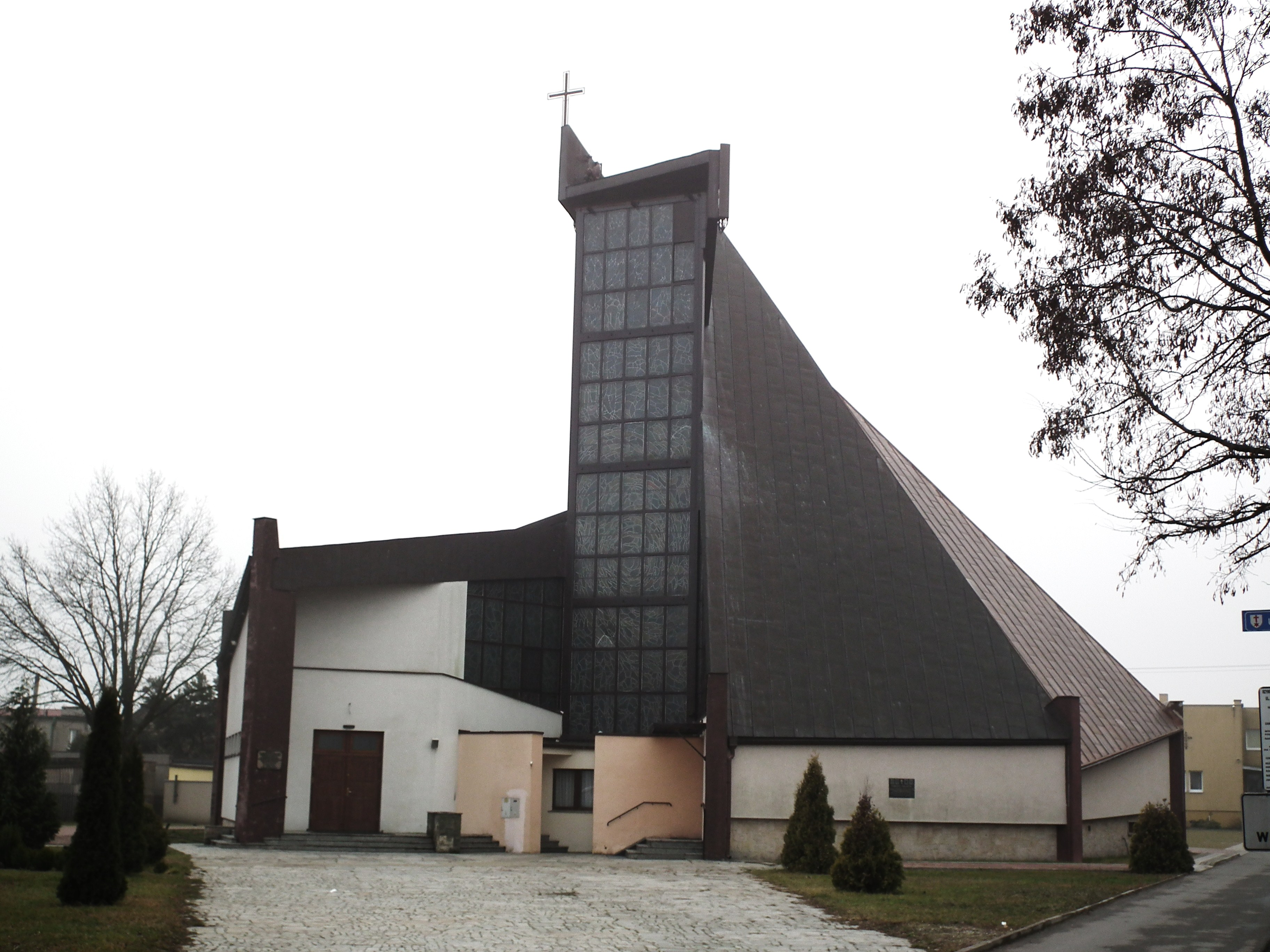
Marienkirche
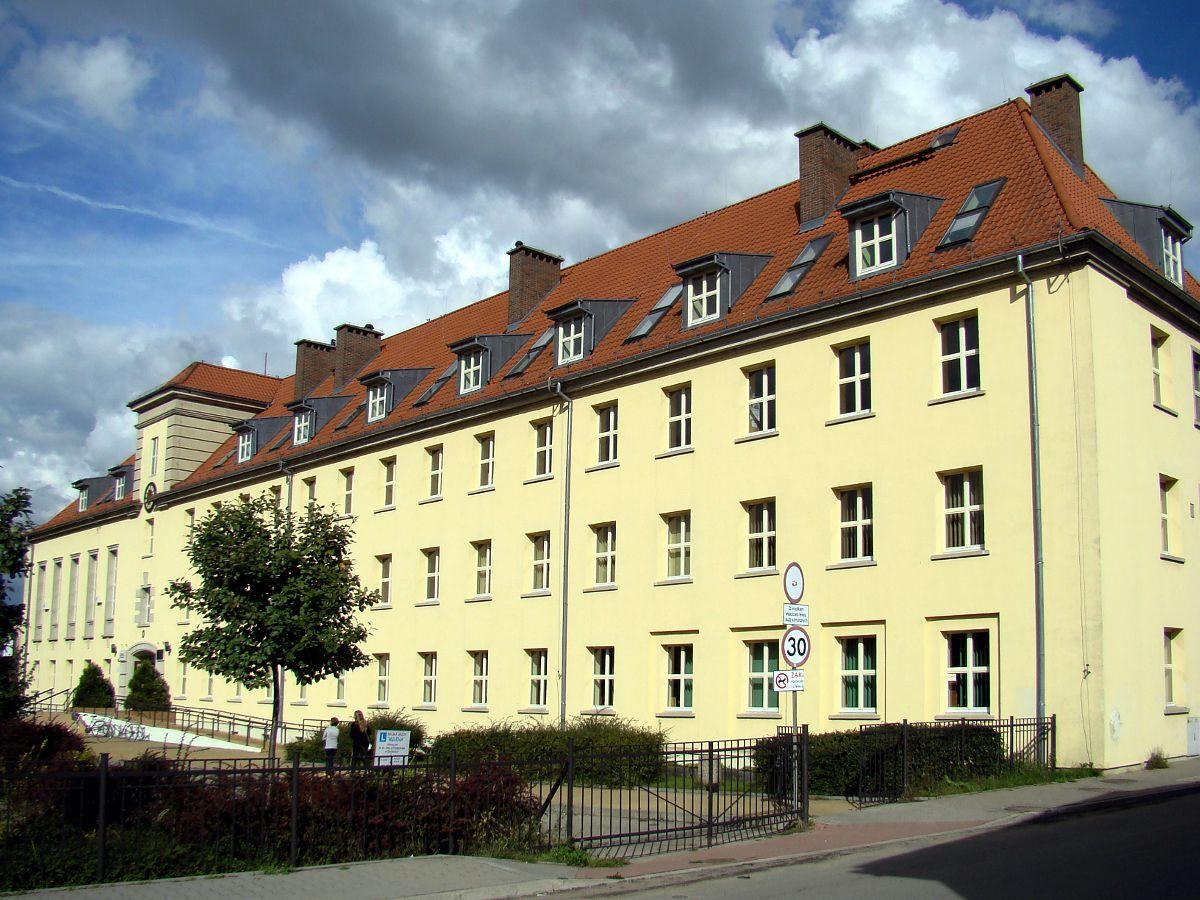
Gymnasium
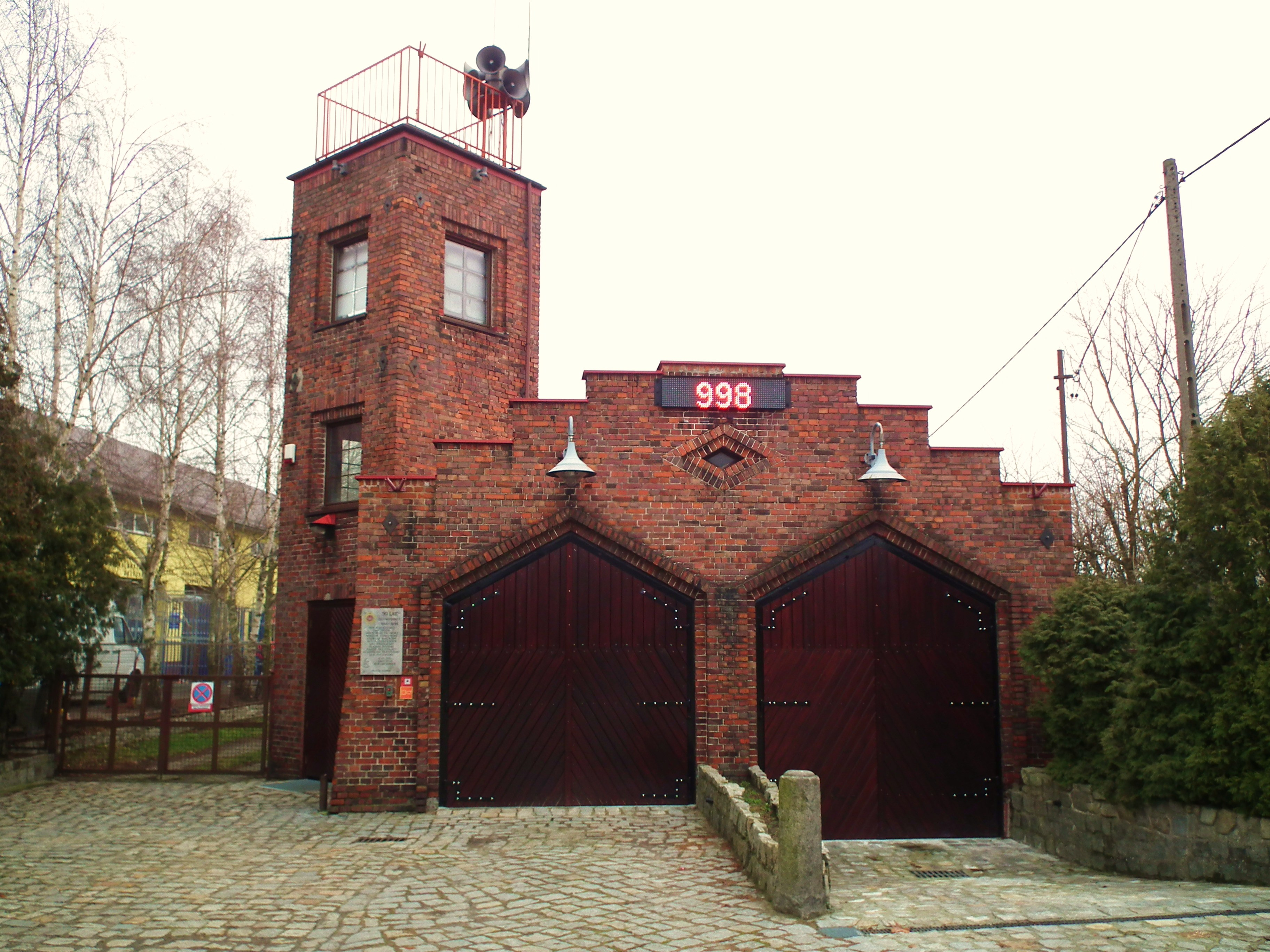
Feuerwehr-Zentrale

Die Region mit dem Dorf wurde im Frühjahr 1945 von der Roten Armee besetzt. Im Sommer 1945 wurde das Dorf wie fast ganz Schlesien von der sowjetischen Besatzungsmacht unter polnische Verwaltung gestellt. Polen führte für Kraftborn die Ortsbezeichnung Siechnice ein. Soweit die deutschen Einwohner nicht geflohen waren, wurden sie in der Folgezeit von der örtlichen polnischen Verwaltungsbehörde aus Tschechnitz vertrieben. 
Das Dorf wurde 1997 zur Stadt erhoben.

### Bevölkerungsentwicklung
| Jahr | Einwohner | Anmerkungen |
| ---- | --------- | ----------- |
| 1933 | 1464      | [ 2 ]       |
| 1939 | 1949      | [ 2 ]       |

## Gemeinde
Zur Stadt-und-Land-Gemeinde (gmina miejsko-wiejska) Siechnice gehören die Stadt selbst und 18 Dörfer mit Schulzenämtern.